# Nepal na Letnich Igrzyskach Olimpijskich Młodzieży 2010
Nepal na Letnich Igrzyskach Olimpijskich Młodzieży w Singapurze w 2010 reprezentowało 4 sportowców w 2 dyscyplinach.

## Skład kadry

### Lekkoatletyka
- Manisha Adhikari
- Bishwa Rupa Budha
- Tilak Ram Tharu

### Taekwondo
- Ranjan Shrestha